# Super Bowl XLVI
A Super Bowl XLVI a 2011-es NFL-szezon döntője volt. A mérkőzést az Indianapolis Colts stadionjában játszották Indianapolisban 2012. február 5-én, a kezdési idő keleti parti idő szerint délután fél 7-kor volt (magyar idő szerint február 6-án, 0 óra 30 perckor).
A helyszínről 2008. május 20-án döntöttek. Indianapolisban az első Super Bowl-t rendezték. A rendezésért Houston és Phoenix is kandidált.

## A döntő résztvevői
A mérkőzés egyik résztvevője a New York Giants, amely az alapszakaszból az NFC negyedik kiemeltjeként jutott a rájátszásba. A playoffban a wildcard fordulóban otthon az Atlantát győzték le, majd a konferencia-elődöntőben idegenben a címvédő Green Bay Packerst, a konferencia-döntőben pedig a San Francisco 49ers-t, utóbbit hosszabbítás után.
A másik résztvevő a New England Patriots, amely az alapszakaszban az AFC első kiemeltjeként jutott be a rájátszásba. Erőnyerőként csak a konferencia-elődöntőben kapcsolódott be a rájátszásba, ahol otthon a Denver Broncos ellen, majd a konferencia-döntőben szintén hazai pályán a Baltimore Ravens ellen győzött.
A Giants és a Patriots is korábban 3-szor nyert NFL-t. 2008-ban a Super Bowl XLII során is ők mérkőztek a nagydöntőben. A szezon különlegessége volt, hogy a Patriots valamennyi mérkőzését megnyerte, azonban a Super Bowlon a mérkőzés vége előtt 35 másodperccel fordította meg az állást a Giants, amely így meglepetésre megnyerte a döntőt.

## A mérkőzés
A mérkőzést 21–17-re a New York Giants nyerte, amely története negyedik Super Bowl-győzelmét szerezte. A legértékesebb játékos a Giants irányítója, Eli Manning lett.
A találkozót az Egyesült Államokban 111,3 millióan látták a televízióban, ezzel az addigi legnézettebb televíziós műsor lett, megdöntve a 2011-es Super Bowl XLV nézettségét.
| N | Idő   | Drive | Drive | Drive     | Csapat   | Play leírása                                                                               | Pont   | Pont     |
| N | Idő   | Play  | Yard  | Időtartam | Csapat   | Play leírása                                                                               | Giants | Patriots |
| - | ----- | ----- | ----- | --------- | -------- | ------------------------------------------------------------------------------------------ | ------ | -------- |
| 1 | 08:52 | –     | –     | –         | Giants   | Safety. Büntetés Tom Brady ellen, szándékos földredobás az End Zone-ban.                   | 2      | 0        |
| 1 | 03:24 | 9     | 78    | 5:28      | Giants   | Touchdown. Victor Cruz 2 yardos átadás Eli Manningtől, Lawrence Tynes jutalomrúgás.        | 9      | 0        |
|   |       |       |       |           |          |                                                                                            |        |          |
| 2 | 13:48 | 10    | 60    | 4:36      | Patriots | Mezőnygól. Stephen Gostkowski 29 yardról.                                                  | 9      | 3        |
| 2 | 00:08 | 14    | 96    | 3:55      | Patriots | Touchdown. Danny Woodhead 4 yardos átadás Tom Bradytől, Stephen Gostkowski jutalomrúgás.   | 9      | 10       |
|   |       |       |       |           |          |                                                                                            |        |          |
| 3 | 11:20 | 8     | 79    | 3:40      | Patriots | Touchdown. Aaron Hernandez 12 yardos átadás Tom Bradytől, Stephen Gostkowski jutalomrúgás. | 9      | 17       |
| 3 | 06:43 | 10    | 45    | 4:37      | Giants   | Mezőnygól. Lawrence Tynes 38 yardról.                                                      | 12     | 17       |
| 3 | 00:35 | 9     | 33    | 5:01      | Giants   | Mezőnygól. Lawrence Tynes 33 yardról.                                                      | 15     | 17       |
|   |       |       |       |           |          |                                                                                            |        |          |
| 4 | 00:57 | 9     | 88    | 2:49      | Giants   | Touchdown. Ahmad Bradshaw 6 yardos futás, rossz kétpontos kísérlet.                        | 21     | 17       |

- A Giants az első olyan csapat, amely úgy nyert Super Bowl-t, hogy előtte az alapszakaszban a 16 mérkőzésből mindössze 9-et nyert meg. Korábban 1982-ben a Washington Redskins 8 alapszakaszbeli megnyert és 1 elvesztett mérkőzést követően nyert nagydöntőt, de akkor sztrájk miatt rövid szezont rendeztek.
- Ez volt az első Super Bowl, amelyen két olyan irányító vett részt, akik már korábban elnyerték a Super Bowl legértékesebb játékosa (MVP) díját.[7]
- Tom Brady egymás után 16 sikeres passzt adott, ezzel megdöntötte Joe Montana Super Bowl csúcsát, amely egymás után 13 sikeres passz volt.[7]
- Tom Coughlin, a Giants vezetőedzője lett minden idők legidősebb Super Bowl-győztes edzője. 65 és fél évesen nyert Super Bowl-t.